# Мюррей, Уильям, 8-й граф Мэнсфилд
Уильям Дэвид Мунго Джеймс Мюррей, 8-й граф Мэнсфилд, 7-й граф Мэнсфилд (англ. William David Mungo James Murray, 8th Earl of Mansfield, 7th Earl of Mansfield; 7 июля 1930 — 21 октября 2015) — британский дворянин и консервативный политик. Он носил титул учтивости — лорд Скоун с 1935 по 1971 год.

## Биография
Уильям Мюррей родился 7 июля 1930 года. Единственный сын Мунго Мюррея, 7-го графа Мэнсфилда и 6-го Мэнсфилда (1900—1971), и его жены Доротеи Хелены Карнеги (1906—1985), младшей дочери сэра Ланселота Карнеги. Он получил образование в Итонском колледже (Виндзор, графство Беркшир) и колледже Крайст-Черч в Оксфорде (Оксфордшир).
Он служил в шотландской гвардии в Малайе с 1949 по 1950 год. В 1958 году его призвали в коллегию адвокатов Иннер-Темпл.
Член британской делегации в Европейском парламенте с 1973 по 1975 год и представитель оппозиции в Палате лордов с 1975 по 1979 год. Он был государственным министром в офисе Шотландии (1979—1983) и в офисе Северной Ирландии (1983—1984).
Почетный шериф Пертшира в 1974 году, мировой судья в 1975 году и заместитель лейтенанта Перта и Кинросса в 1980 году.
Уильям Мюррей также занимал ряд деловых и благотворительных должностей, например, был первым президентом Федерации охотничьих ассоциаций европейских сообществ (FACE) (1977—1979).
Он был первым президентом Шотландской ассоциации по уходу и переселению правонарушителей, а с 1985 по 1996 год занимал пост первого комиссара по делам наследства Короны.
2 сентября 1971 года после смерти своего отца Уильям Мюррей унаследовал 8-го графа Мэнсфилда (графство Миддлсекс), 7-го графа Мэнсфилда (графство Ноттингемшир), 13-го виконта Стормонта и 11-го лорда Балведера .

## Брак и дети
19 декабря 1955 года лорд Мюррей женился на Памеле Джоан Фостер (23 ноября 1934 — 2 октября 2022), дочери Уилфреда Нила Фостера и Миллисент Агнес Мэри Дакэм. У супругов было трое детей:
- Александр Дэвид Мунго Мюррей, 9-й граф Мэнсфилд и 8-й Мэнсфилд (род. 17 октября 1956), старший сын и преемник отца.
- Леди Джорджина Доротея Мэри Мюррей (род. 10 марта 1967), была замужем за бизнесменом Джоном Буллоу (1969—2023)[6].
- Достопочтенный Джеймс Уильям Мюррей (род. 7 июня 1969).

## Смерть
Лорд Мюррей скончался 21 октября 2015 года в Логи-хаусе, Логиалмонд, Пертшир. Ему наследовал его старший сын Александр Дэвид Мунго Мюррей.